# سؤال

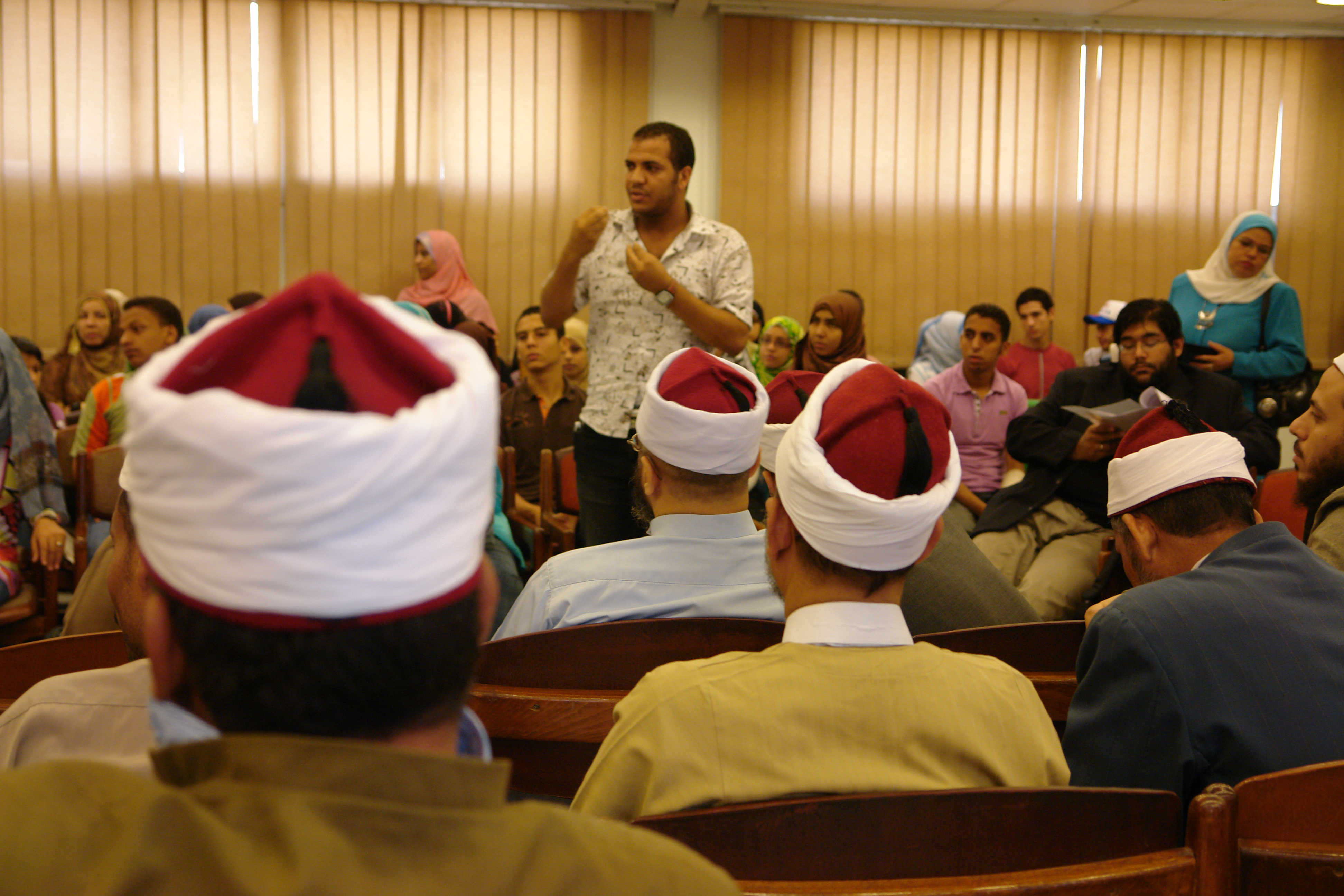
وقوف السائل لطرح سؤاله على الحضور في ندوة.

السؤال هو طلب الأدنى من الأعلى. وهو أسلوب يستخدم للحصول على المعلومات، أو البيانات، أو المعرفة. عند وجود جواب له، نصل للمعلومه، للبينة، للمعرفة، عند عدم وجود إجابة على السؤال، يكون هو الطريقة أو المفتاح للحصول على الإجابة، ويستخدم ايضاً لطلب شي فيقال اسالني ما تريد.

## الفرق بين السؤال والتساؤل
يقال في الميدان الفلسفي ان هناك فرق بين السؤال والتساؤل وذلك ان السؤال بصيغته المختلفة: من، ماذا، ما، لماذا، وجميع الصيغ القريبة أو المشتقة منها يتعلق باستفهام محدد عن معلومة أو إجابة أو تقرير والوقوف عند ذلك، بينما التساؤل يتعلق بموضوع مفتوح أو بقضية غير منتهية أو بتبادل مشكلة جزئية أو كلية بحاجة للمزيد من البحث والدراسة والحوار ولهذا فان التساؤل يفيد ويثير الميدان الفلسفي أكثر من السؤال.
كما ان التساؤل الفلسفي يدور حول ثلاث محاور:
- تساؤل الوجود.
- تساؤل المعرفة.
- تساؤل القيم.